# Sadleriana pannonica
Sadleriana pannonica é uma espécie de gastrópode  da família Hydrobiidae.
Pode ser encontrada nos seguintes países: Hungria e Eslováquia.